# 矢吹健太朗
矢吹 健太朗（やぶき けんたろう、1980年2月4日 - ）は、日本の男性漫画家。血液型はO型。なお、「矢吹 健太郎」は誤記。既婚。元妻は漫画家の柏木志保、現在の妻は篠原健太の妻の妹。

## 略歴
岡山県出身。コミックナタリーに掲載されているプロフィールでは高知県高知市生まれとなっているが、本人のTwitterによると生まれは岡山県岡山市で、小学2年から6年まで高知県高知市、中学1年の時に福岡県北九州市、中学2年から高校3年まで再び岡山県岡山市で育った。
第14回天下一漫画賞（1997年9月期）で、『MOON DUST』により秋本治審査員特別賞を受賞。デビュー時は現役高校生で、初連載作である『邪馬台幻想記』開始時は18歳だった。
同業の漫画家にもファンが多いと言及される。

## 人物
主に『週刊少年ジャンプ』に専属していたが、過去には『ジャンプスクエア』に作品を掲載していた。子供のころからゴジラファンであり、『ゴジラ×モスラ×メカゴジラ 東京SOS』ではエキストラに参加している。『BLACK CAT』のアシスタントページによれば、食玩の修理や改造のエキスパートで、カメのフィギュアをマリオシリーズのノコノコに改造したりしている。動物ではネコ、中でも黒猫が好きで、自画像もネコの絵である。
2度の結婚経験がある。先妻の柏木志保との間に2005年に一女を儲けたが、2009年に妻の不倫が原因で離婚。長女の親権は矢吹が得た。2015年7月に別の女性と再婚したことがジャンプSQの巻末にて報告された。再婚相手は同じ週刊少年ジャンプ出身作家である篠原健太の妻の妹であることを、ラジオ番組『サンドウィッチマンの週刊ラジオジャンプ』ゲスト出演時に明かした。2022年には、自身の第2子となる男児が誕生、2024年には第3子となる男児が誕生している。
好きな漫画は『ドラゴンボール』。1995年、15歳の時に『週刊少年ジャンプ』「アニメJ WING」コーナーで行われた“『ドラゴンボールZ』夢のフュージョン”募集企画に、孫悟飯とトランクスが合体（フュージョン）した「ゴハンクス」というキャラクターを考えて投稿し「カッコイイで賞」を受賞した。また、ドラゴンボールの影響からバトルシーンばかりを描いており、女性キャラクターを描くことは苦手だったが、第14回天下一漫画賞を受賞した際に秋本治から「女の子が可愛い」と褒められたため、以降は苦手意識をなくすために努力したという。
デビュー当初はコピックを使用していたが、『BLACK CAT』の中盤辺りから徐々にペイントソフトによる一部加工を始め、現在ではすべてのイラストにペイントソフトを使用している。

## 作品リスト

### 漫画作品
- 邪馬台幻想記
  - 邪馬台幻想記（読切、『赤マルジャンプ』1998SPRING）
  - 邪馬台幻想記（読切、『週刊少年ジャンプ』1998年37･38号）
  - 邪馬台幻想記（連載、『週刊少年ジャンプ』1999年12号 - 29号、全2巻）
- BLACK CAT
  - STRAY CAT（読切、『週刊少年ジャンプ』1999年46号）
  - BLACK CAT（連載、『週刊少年ジャンプ』2000年32号 - 2004年29号、全20巻）
  - BLACK CAT特別編（読切、『週刊少年ジャンプ』2004年19号、綴じ込み付録）
  - BLACK CAT特別編（読切、『Go!Go!ジャンプ』）
- To LOVEる -とらぶる-（脚本:長谷見沙貴）
  - To LOVEる -とらぶる-（連載、『週刊少年ジャンプ』2006年21･22号 - 2009年40号、全18巻）
  - To LOVEる -とらぶる- ダークネス（連載、『ジャンプスクエア』2010年11月号 - 2017年4月号、番外編『ジャンプSQ.19』2010年冬号 - Vol.15、全18巻）
- TRANS BOY（読切、『週刊少年ジャンプ』2004年37･38号）
- 迷い猫オーバーラン!（原作:松智洋）（連載、『ジャンプスクエア』2010年2月号 - 9月号、『ジャンプSQ.19』2010年夏号 - 秋号、全2巻）
- フタガミ☆ダブル（読切、『週刊少年ジャンプ』2010年5・6号）
- こちら葛飾区亀有公園前派出所[注釈 1]（読切、週刊少年ジャンプ増刊・『こち亀ジャンプ』に寄稿した7ページの描き下ろし）
- ダーリン・イン・ザ・フランキス（原作:Code:000（TRIGGER・A-1 Pictures））（連載、『少年ジャンプ+』2018年1月 - 2020年1月、全8巻）
- あやかしトライアングル（連載、『週刊少年ジャンプ』2020年28号 - 2022年20号→『少年ジャンプ+』2022年4月25日[12] - 2023年9月25日[13]、全16巻）

### 小説イラスト
- 時限爆呪（原作：希崎火夜、ジャンプJブックス、1999年12月発行）
- はてな☆イリュージョン!（松智洋著、ダッシュエックス文庫、挿絵）
- はてな☆イリュージョン!R（松智洋・StoryWorks著、ダッシュエックス文庫、挿絵）
- 百万光年のちょっと先（古橋秀之著、ジャンプ ジェイ ブックス、挿絵）

### アニメイラスト
- パパのいうことを聞きなさい!（第2話エンドカードイラスト）
- ニセコイ（第18話提供バックイラスト）

### その他
- ローゼンメイデン（集英社、『週刊ヤングジャンプ』2013年43号、トリビュートピンナップ）
- すすめ!ジャンプへっぽこ探検隊!（サクライタケシ著、『少年ジャンプ+』、3話 女子トイレマークデザイン[14]）
- スマートフォンアプリ osoba（ドワンゴ・本田技研工業の共同プロジェクト） - 初音ミクのコスチュームをデザイン[15]
- 『週刊プレイボーイPREMIUM 2021上半期グラビア傑作選』表紙イラスト[16]、集英社

## 関連人物
小畑健
矢吹が連載デビュー前にアシスタントとして師事していた。『ヒカルの碁』の第7話くらいまで参加。
長谷見沙貴
アニメ『BLACK CAT』の脚本を担当。その縁により『To LOVEる -とらぶる-』でも脚本を務めている。
柏木志保
元妻・元アシスタントで『BLACK CAT』49話より参加。同作単行本で巻末などに収録されているおまけページを執筆している。
篠原健太
相婿（先述の通り、篠原の妻と矢吹の妻が姉妹）。